# يو إف سي ليلة القتال: ديرن ضد هيل
يو إف سي ليلة القتال: ديرن ضد هيل (بالإنجليزية: UFC Fight Night: Dern vs. Hill)‏ كان حدث لفنون القتال المختلطة نظمته يو إف سي، أُقيم في 20 مايو 2023، في منشأة يو إف سي أبيكس في إنتربرايز، نيفادا، وهي جزء من منطقة لاس فيغاس الحضرية، الولايات المتحدة